# 法住機構
法住機構（英語：Dharmasthiti Group）是在香港成立的非牟利多功能文化教育團體，創立於1982年。創會會長是當代思想家霍韜晦教授，現任會長是盧瑞珊博士。
法住機構創辦之目標是推動生命教育、性情教育和東方文化的精神價值，並將一切對生命成長有貢獻、有啟發的文化加以流傳及開發，重建人類對未來的信心。如今的服務範圍包括學術、教育、出版、醫療、慈善等領域，現時已經發展至香港以外的新加坡、馬來西亞及中國等跨國家。

## 屬下機構
- 法住機構總部（香港）[4]
  - 法住學會
  - 法住文化書院研究院
  - 法住出版社
  - 法住文化書院
  - 法住品藝中心
- 姊妹組織
  - 新加坡東亞人文研究所、喜耀文化學會
  - 馬來西亞新山喜耀文化學會
  - 喜耀粵西學校（中國廣東省羅定市）
  - 抱綠山莊（中國廣東省高要市）
- 支持團體
  - 喜耀教育文化基金
  - 霍韜晦教育文化基金
- 中國佛教藝術珍寶館、霍韜晦教授紀念館（香港）[5]

## 文化研究及出版事業
創始人霍韜晦志於現代佛教思想，創會時即已成立出版社出版《世界佛學名著譯叢》，並且發行《法燈》月報。1984年，開設佛學及哲學課程招收研究生，兼設西方哲學和中國文化課程；1986年，發行《法言》季刊，刊載學會會員之研究心得，並發表其他學者之論述。

## 外部連結
- 法住機構官方網站 （页面存档备份，存于）
- 法住文化書院 （页面存档备份，存于）
- 喜耀文化學會 （页面存档备份，存于）
- 喜耀教育文化基金 （页面存档备份，存于）